# Радамант
Радама́нт (Радама́нф, др.-греч. Ῥαδάμανθυς) — в древнегреческой мифологии сын Зевса и Европы, брат Миноса и Сарпедона. Согласно поэту Кинефону, Радамант был сыном Гефеста, Гефест — Тала, а Тал был сыном Крета.
Родился на Крите, где в образе быка Зевс похитил Европу. Критский царь Астерий, вступив в брак с Европой, усыновил её детей; Астерий умер бездетным и оставил им власть. Радамант, славившийся своей справедливостью, дал критянам законы.
Согласно Цецу, убил брата и был изгнан; по Любкеру, бежал от брата Миноса. Поселился в Окалее в Беотии и женился на матери Геракла вдове Амфитриона Алкмене. Его сыновья — Гортин и Эритр.
После смерти он, за свою справедливость, наряду с Миносом и Эаком стал судьёй в загробном мире — Аиде. По другой версии — в Элизии вместе с Кроносом и другими судьями. Живёт на Елисейских полях (Островах блаженных). По Гомеру, общался с мореплавателями-феаками, посетив вместе с ними Эвбею.
Его наставления излагались в поэме Гесиода «Великие труды». Действующее лицо одноимённой трагедии Еврипида (по альтернативной версии — Крития). Его имя стало нарицательным как строгого судьи.
Согласно историку Эфору, был ещё древний Радамант, который впервые объединил города Крита и цивилизовал его, установил законы, предписывая всё, как утверждал, получая от Зевса. А живший позднее Минос подражал ему.
Историк Аркадий Анатольевич Молчанов обращает внимание на тождественную роль Радаманта и его брата Миноса в параллельных версиях мифа о критских царях-законодателях. По его мнению, имя Радамант является личным, а Минос происходит от минойского корня min и является царским титулом. Таким образом, Молчанов приходит к заключению, что мифические братья вероятно являются одним историческим лицом — царём по имени Радамант.
В его честь названа линия Радамант на спутнике Юпитера Европе.